# Giampiero Rosanna
Giampiero Rosanna (Busto Arsizio, 29 ottobre 1944 – Busto Arsizio, 28 dicembre 2024) è stato un giocatore di biliardo italiano.

## Biografia
Nato a Busto Arsizio, in provincia di Varese, iniziò a giocare a biliardo nel 1959. Negli anni 1962/63/64 disputò i suoi primi campionati italiani. Partecipò a 10 campionati del mondo: 3 in Sudamerica e i rimanenti in Italia, Spagna e Svizzera. Vinse il primo nel 1985 contro l'argentino Miguel Borelli, ai tempi campione mondiale in carica. Vinse il suo secondo campionato del mondo nel 1992, sempre nella specialità denominata "italiana 5 birilli".
Dal 2006 decise di gareggiare per i colori della Svizzera per 5 anni, finiti i quali rappresentò di nuovo l'Italia.
Partecipò a 3 Swiss Open, classificandosi per 3 volte al secondo posto.

## Palmarès
I principali risultati:
- 1975 Campione italiano specialità goriziana
- 1983 Campione italiano specialità goriziana
- 1985 Campione del mondo specialità Italiana 5 birilli (Spoleto)
- 1989 Campione italiano Master
- 1992 Campione del mondo specialità Italiana 5 birilli (Arezzo)

## BTP
Vittorie complessive nel circuito 
- 1 Stagione 2003/2004 (Brindisi)